# Р-23
Р-23 (за класифікації МО США і НАТО — AA-7 Apex) — радянська ракета класу «повітря — повітря» середньої дальності дії.
Розробка керованої ракети класу «повітря — повітря» середньої дальності К-23 почалася в МКБ «Вимпел» під керівництвом А. Л. Ляпіна і В. А. Пустовойтова на початку 70-х років для винищувача МіГ-23. При розробці були враховані вимоги перешкодозахищеності, селекції цілі та підвищення маневреності. Серійне виробництво почалося в 1973 році під позначенням Р-23.
Модифікація Р-23Р стала першою вітчизняною ракетою, здатною вражати цілі на тлі землі. Чутливість теплової ГСН ракети Р-23т дозволяє атакувати цілі і на зустрічних курсах (для захоплення цілі досить слабкого кінетичного нагріву передніх кромок літака).
Ракета має несуще крило і дестабілізатори в носовій частині. Стабілізацію по крену здійснює система автоматичного керування. На ракеті може встановлюватися або стрижнева (23 кг), або осколкова (26 кг) бойова частина. Для підриву БЧ використовується радіопідривач. Застосовується з пускових приладами АПУ-23.
Вага                    222 кг
Довжина             4,50 м
Діаметр               223 мм
Розмах крил       1,04 м
Бойова частина 25 кг
Радіус                 35 км
Швидкість           3 Маха
На базі Р-23 розроблена досконаліша ракета Р-24.